# Irwindale Event Center
Das Irwindale Event Center (früher Toyota Speedway at Irwindale) ist eine Motorsport-Anlage in Irwindale, Kalifornien, die aus zwei asphaltierten Ovalen und einer Dragster-Strecke besteht. Die auf dem Gelände eines Kieswerks errichtete Motorsport-Anlage liegt etwa 25 WWN des Stadtzentrums von Los Angeles und wurde 1991 eröffnet und am 21. Dezember 2024 offiziell geschlossen.

## Geschichte
Die Strecke wurde am 27. März 1999 mit einem Meeting der USAC für Sprint- und Midget-Cars eröffnet. 2012 erklärte das Management der Strecke wegen ca. 300.000 Dollar an ungedeckten Rechnungen die Insolvenz, nachdem man wegen nachlassender Zuschauer und Teilnehmerzahlen unter anderem Toyota als Hauptsponsor der Anlage verloren hatte. Im April 2013 wurde der Rennbetrieb mit Unterstützung von NASCAR wieder aufgenommen. Am 21. Dezember 2024 fand das letzte Rennmeeting auf der Strecke statt.

## Streckenbeschreibung
Das eine Oval ist 0,53 Kilometer (0,33 Meilen) lang, das andere, größere, 0,8 Kilometer (0,5 Meilen) lang. Die 0,2 Kilometer lange Dragster-Strecke wurde im Jahre 2003 eröffnet und ist für straßenzugelassene Autos zugänglich. Damit verhindern die Streckenbetreiber illegale Straßenrennen, die es bis dato in der Gegend gab, da noch keine derartige Anlage existierte.

## Veranstaltungen
Von 2003 bis 2011 wurde auf dem größeren Oval der Toyota All-Star Showdown, ein Spezialevent der NASCAR, ausgetragen. Außerdem war der Irwindale Speedway der Austragungsort der Turkey-Night-Rennen, an denen auch schon bekannte Piloten wie Tony Stewart und Jason Leffler teilnahmen.
Die Strecke ist außerdem einer der Austragungsorte des D1 Grand Prix, einer Drift-Rennserie. Im Jahre 2003 fand erstmals ein solches Rennen in Irwindale statt, welches von 10.000 Zuschauern an der Strecke verfolgt wurde. Da das Interesse so groß war, finden seitdem jährlich im Februar D1-Grand-Prix-Rennen auf der Strecke statt. Zudem wird seitdem das Finale einer weiteren US-amerikanischen Drift-Rennserie, der Formula D, auf dem Irwindale Speedway ausgetragen.

## Trivia
Die Folge Stock Car Races, die zehnte Episode der ersten Staffel von Malcolm mittendrin, wurde großteils am Irwindale Speedway gedreht.
Im Jahre 2003 stellte Cliff Lett auf der Anlage einen neuen Geschwindigkeitsrekord für funkferngesteuerte Modellautos auf. Sein Auto erreichte dabei eine Geschwindigkeit von 173,63 km/h.